# Karl von Brzesowsky

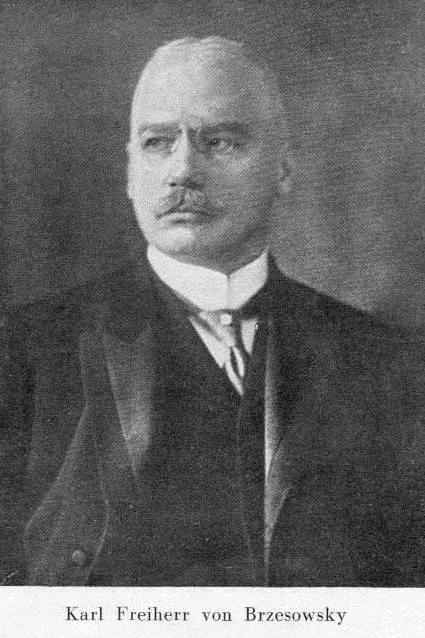
Karl von Brzesowsky

Karl Freiherr von Brzesowsky (* 7. September 1855 in Brünn; † 1945 in Wien) war 1907 bis 1914 als Polizeipräsident Leiter der k.k. Polizeidirektion in Wien.

## Leben
Brzesowsky absolvierte das Jusstudium an der Universität Wien, wo er 1875 Mitglied der Burschenschaft Bruna Sudetia wurde, und trat der Wiener Polizei im Jahr 1879 bei. Er hatte 1908 den Polizeieinsatz um die Feierlichkeiten zum 60-Jahre-Regierungsjubiläum von Kaiser Franz Joseph I. zu leiten, die zahlreiche Besuche ausländischer Staatsoberhäupter mit sich brachten. 
Am 23. Oktober 1909 veranstaltete der französische Flugpionier Louis Blériot auf der Simmeringer Haide in Anwesenheit von Franz Joseph I. vor 300.000 Zuschauern Schauflüge, was einen Großeinsatz der Polizei erforderte.
Am 14. März 1910 erforderte die enorme Anteilnahme am Leichenzug für den Wiener Bürgermeister Karl Lueger neuerlich einen Großeinsatz im Spalier- und Absperrungsdienst: Weit über eine halbe Million Zuschauer säumten die Straßen. Kaiser Franz Joseph I. nahm mit sämtlichen in Wien anwesenden Erzherzoginnen und Erzherzogen an der Einsegnung Luegers im Stephansdom teil.
An Brzesowsky und der Wiener Polizei ging hingegen der Selbstmord des k.u.k. Generalstabsobersten Alfred Redl, dessen Spionage für Russland aufgeflogen war, am 25. Mai 1913 in einem Wiener Altstadthotel weitestgehend vorbei. Die k.u.k. Armee regelte den Vorgang unter Ausschaltung der Polizei in Eigenregie. 